# Гус Хидинк
Гус Хидинк (хол. Guus Hiddink; Варсевелд, 8. новембар 1946) бивши је холандски професионални фудбалер, а данас фудбалски тренер.

## Биографија
Хидинк је био везни играч. Након играчке каријере, постао је познат по томе што је као тренер ПСВ Ајндховена освојио троструку круну у сезони 1987/88. (Првенство, Куп и Лигу шампиона). Водио је Јужну Кореју до полуфинала на Светском првенству у Јужној Кореји и Јапану 2002, што му је успело и четири године раније, са репрезентацијом Холандије на Светском првенству у Француској 1998. Са репрезентацијом Аустралије ушао је у осмину финала на Светском првенству у Немачкој 2006, а са репрезентацијом Русије у полуфинале Европског првенства у Аустрији и Швајцарској 2008, што је Русима најбољи резултат од распада Совјетског Савеза.

## Трофеји

### ПСВ Ајндховен
- Првенство Холандије (6) : 1986/87, 1987/88, 1988/89, 2002/03, 2004/05, 2005/06.
- Куп Холандије (4) : 1987/88, 1988/89, 1989/90, 2004/05.
- Куп шампиона (1) : 1987/88.

### Реал Мадрид
- Интерконтинентални куп (1) : 1998.

### Челси
- ФА куп (1) : 2008/09.